# Diocesi di Zorava

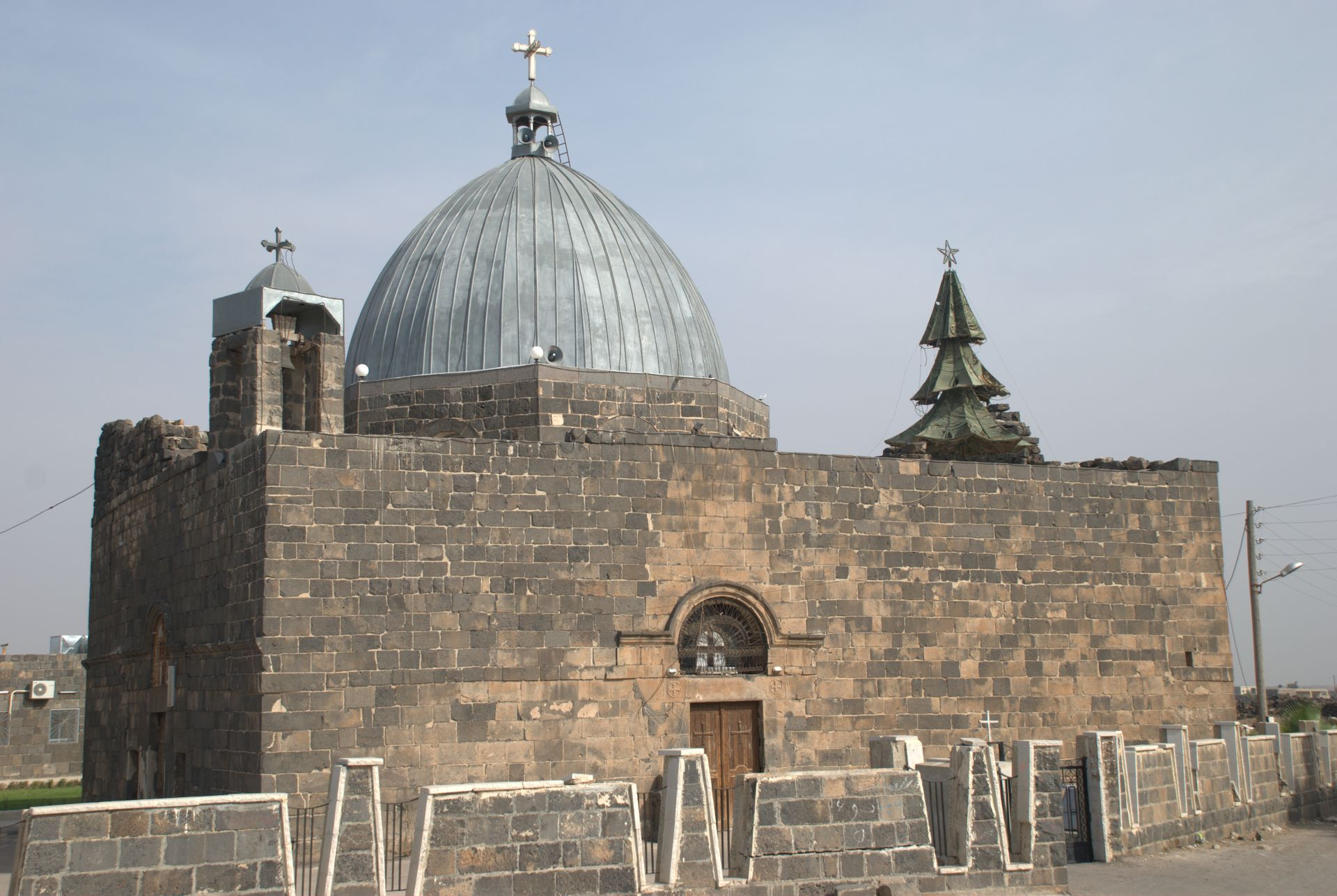
La chiesa di San Giorgio di Izra.

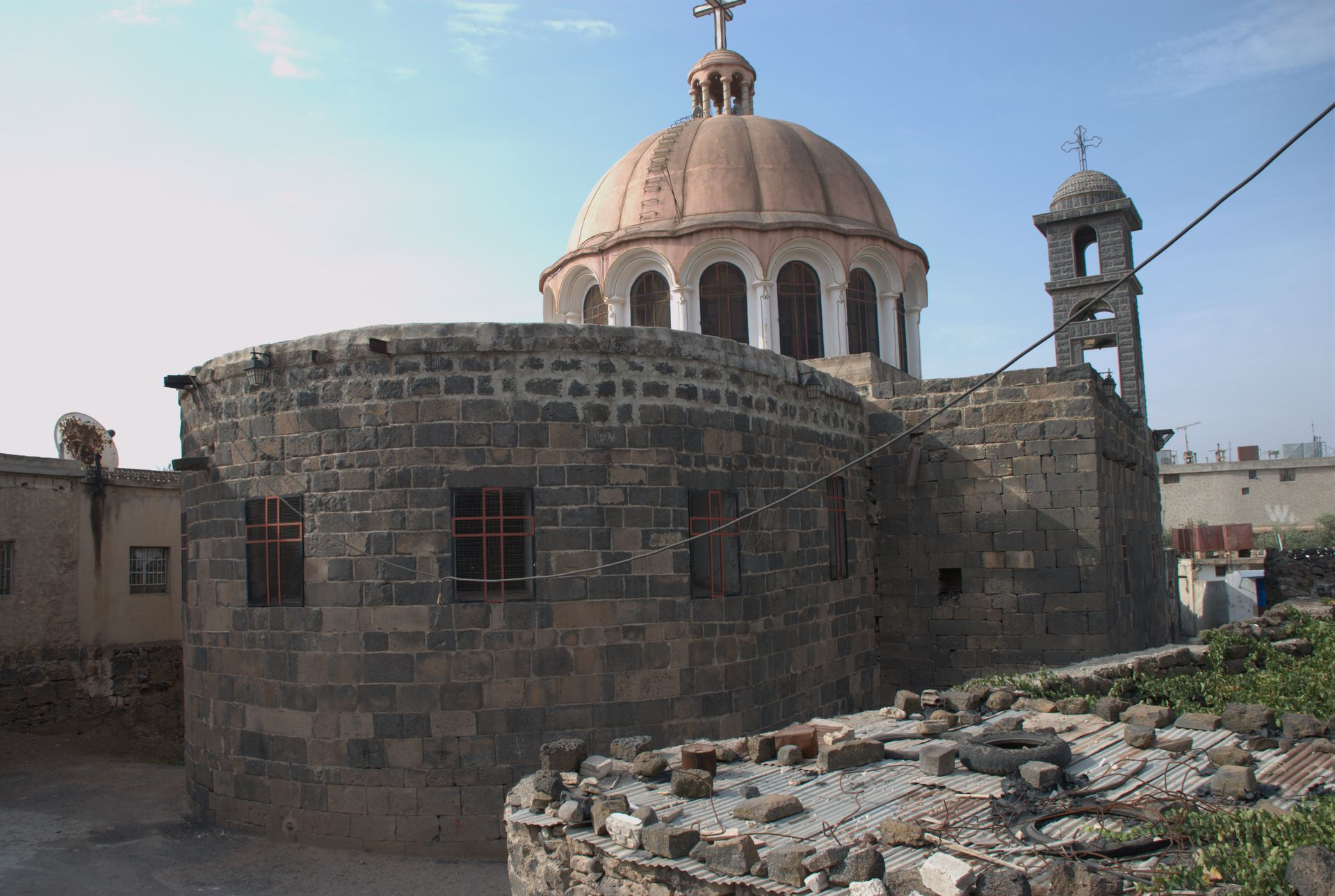
La chiesa di Sant'Elia di Izra, fatta costruire dal vescovo Varo nel VI secolo.

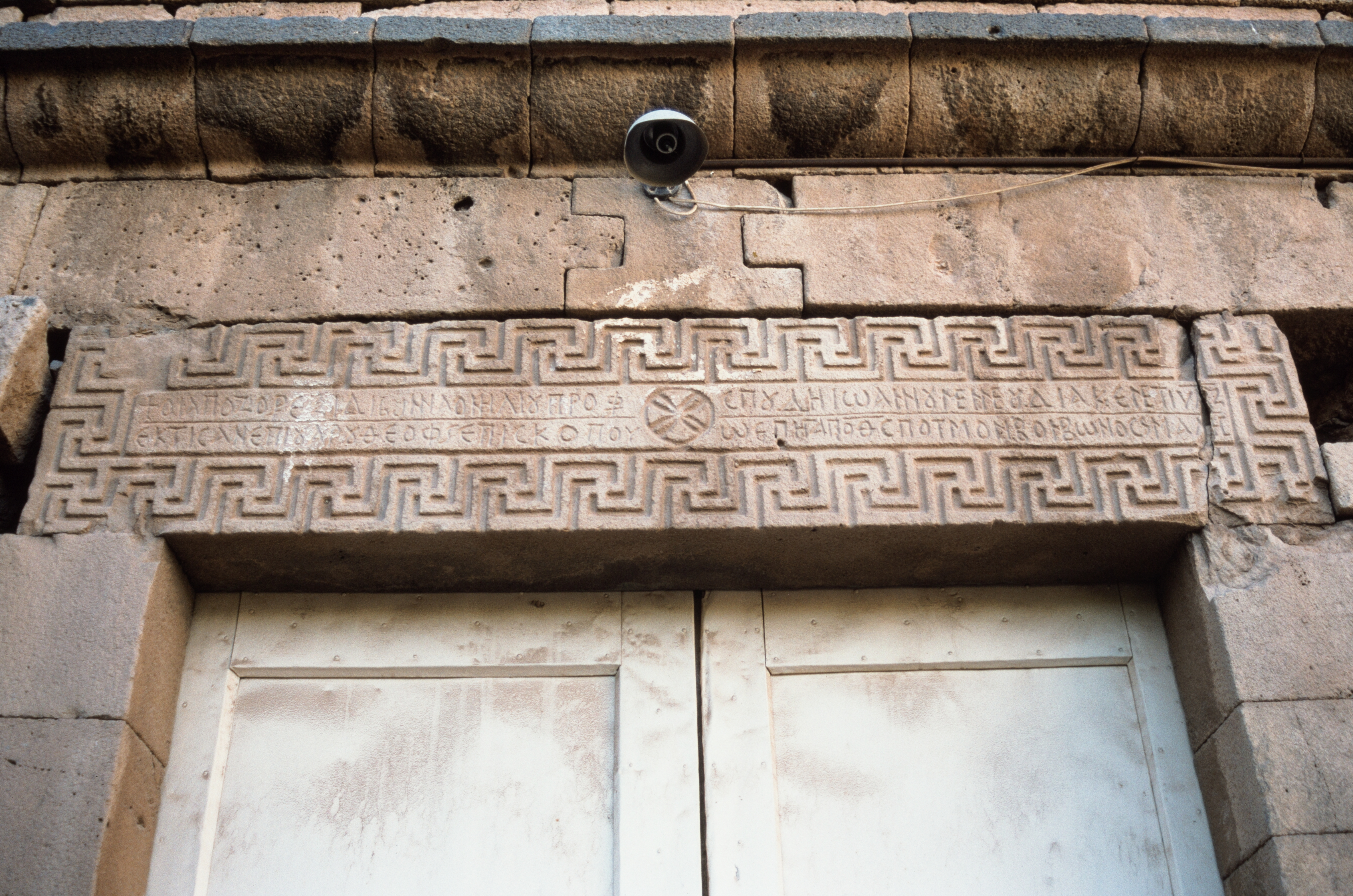
L'iscrizione del vescovo Varo nella chiesa di sant'Elia.

La diocesi di Zorava (in latino Dioecesis Zoravena) è una sede soppressa del patriarcato di Antiochia e una sede titolare della Chiesa cattolica.

## Storia
Zorava, identificabile con Izra nel governatorato di Dar'a in Siria, è un'antica sede episcopale della provincia romana d'Arabia nella diocesi civile d'Oriente. Faceva parte del patriarcato di Antiochia ed era suffraganea dell'arcidiocesi di Bosra, come attestato da una Notitia episcopatuum del VI secolo.
Gli scavi archeologici e le scoperte epigrafiche hanno permesso di stabilire l'esistenza del vescovo Varo (Ouaros), sotto il cui episcopato nel 542/543 il diacono Giovanni, figlio di Menneas, edificò una chiesa in onore di Sant'Elia; l'iscrizione riferisce inoltre che Varo morì di peste bubbonica. Nel 515 fu edificata un'altra chiesa, dedicata a San Giorgio, sulle rovine di un antico tempio pagano. Un'altra iscrizione, scoperta ad Harran, menziona il nome del vescovo Teodoro, attribuito con cautela alla sede di Zorava. Le fonti conciliari menzionato il vescovo Nonno, che si fece rappresentare al concilio di Calcedonia del 451 dal suo metropolita Costantino.
Dal 1933 Zorava è annoverata tra le sedi vescovili titolari della Chiesa cattolica; dal 19 febbraio 2018 il vescovo titolare è Charles Georges Mrad, vescovo di curia del patriarcato di Antiochia dei Siri.

## Cronotassi

### Vescovi greci
- Nonno † (menzionato nel 451)
- Varo † (menzionato nel 542/543)
- Teodoro ? †

### Vescovi titolari
- Piet Jan Willekens, S.I. † (23 luglio 1934 - 27 gennaio 1971 deceduto)
- Charles Georges Mrad, dal 19 febbraio 2018